# Softpedia
A Softpedia egy olyan weboldal, amely elsősorban szoftver információkat tartalmaz, és letöltéseket tesz lehetővé Windows, Macintosh, Linux rendszerekre egyaránt. Ezenkívül játék, meghajtó, mobiltelefon és egyéb ismeretek is hozzáférhetőek.